# Bassin du Sistan
Pour les articles homonymes, voir Sistan (homonymie).
Le bassin du Sistan est un bassin endoréique englobant de grandes parties du sud-ouest de l’Afghanistan et de petites parties du sud-est de l’Iran, une des régions les plus sèches du monde et une région soumise à des sécheresses prolongées. Son bassin hydrographique est un système de rivières s'écoulant des hautes terres afghanes vers des lacs et des marais d'eau douce, puis aboutissant à sa destination ultime: la dépression saline de Goud-e Zareh en Afghanistan, qui fait partie du vaste bassin terminal du Sistan. La rivière Helmand draine le plus grand bassin versant du bassin hydrologique, principalement alimentée par la fonte des neiges des montagnes de Hindou Kouch, mais d’autres rivières y contribuent également,.
Une colline basaltique, appelée Mont Khâdjeh, se dresse au bord des lacs et des marais du bassin.
Le bassin du Sistan est bordé à l'ouest par le bassin du plateau central iranien, et au nord par le bassin aralo-caspien, endoréiques tous les deux ; à l'est par le bassin de l'Indus.

## Lacs
La partie la plus basse du bassin du Sistan contient une série de lacs peu profonds, appelés hamuns. Il semble qu’il y ait eu un seul lac Hamun par le passé, mais il y a maintenant trois lacs séparés. Du nord au sud les lacs sont:

### Hamun-e Puzak
Hamun-e Puzak se situe principalement en Afghanistan. Il reçoit de l'eau du canal Shelah Charkh de la rivière Helmand, ainsi que de la rivière Khash et d'autres petites rivières.

### Hamun-e Sabari
Le Hamun-e Sabari est divisé entre l'Iran et l'Afghanistan. Il reçoit de l'eau provenant de la branche Parian de la rivière Helmand, de la rivière Farah et de la rivière Harut.

### Hamun-e Helmand
La plus grande partie des eaux du fleuve Helmand se jettent dans le Hamoun-e Helmand, qui se trouve entièrement en Iran, par un canal connu sous le nom de Rud-e Sistan.

### Hydrologie
En période d'inondation, les hamuns se joignent à un grand lac et tous les 20 ans environ, les eaux de crue provoquent un débordement du Hamun-e Helmand par une rivière normalement sèche appelée Shela Rud, qui se termine par la dépression de Goud-e Zareh. En 1885, il y a eu une inondation exceptionnelle et les eaux de crue ont rempli la dépression pendant trois ans.
Ces dernières années, en particulier lors de la sécheresse de 1998 à 2005, les hamuns se sont complètement asséchés.

## Importance écologique

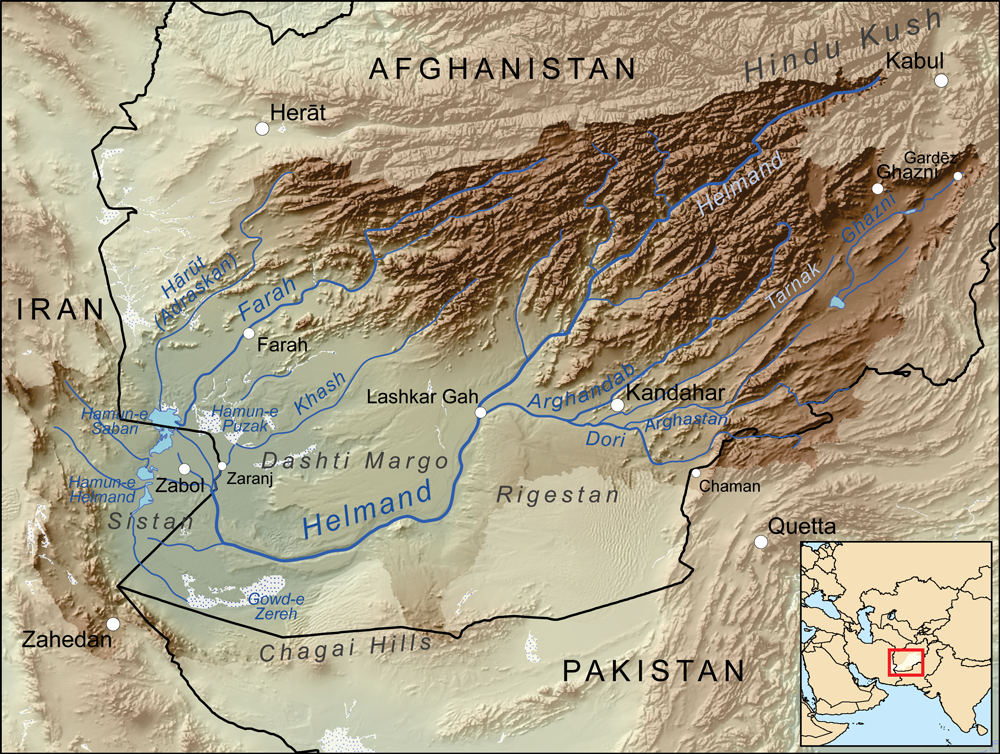
Carte du bassin versant du Sistan dont la rivière Helmand.

Puisque l'économie de la région est basée sur l'agriculture, la subsistance dépend de la fonte des neiges et des précipitations en haute montagne pour préserver la santé du bassin du Sistan et de ses zones humides. Cette source d’eau fluctue considérablement dans le temps et a donc entraîné des problèmes fondamentaux de survie des établissements humains de la région. 
Le bassin du Sistan a récemment connu une sécheresse inhabituellement longue de 10 ans commençant en 2000 (PNUE, 2003, 2006). Combiné à la guerre et à de graves troubles politiques, la sécheresse qui a sévi pendant 10 ans a créé des conditions de famine généralisée qui ont affecté de nombreuses personnes dans l'est de l'Iran et le sud-ouest de l'Afghanistan. Le contraste est saisissant entre l'année 1976 relativement humide et les lacs Hamoun presque à sec autour de 2001. Des millions de poissons et un nombre inconnu d'animaux sauvages et d'animaux d'élevage sont morts. Des champs et environ 100 villages ont été abandonnés et beaucoup de personnes ont succombé dans les tempêtes de sable et les dunes mouvantes (Partow, 2003). 
La survie économique de la région dépend des produits de la zone humide. Par exemple, les roselières fournissent de la nourriture pour le bétail, du combustible pour la cuisson et le chauffage, ainsi que des matières premières pour les structures et l’artisanat. La disponibilité de l'eau affecte les revenus tirés de la pêche et de la chasse, une source de revenus importante. La sécheresse a entraîné l'effondrement de l'économie locale ainsi que la destruction du système écologique de la zone humide, causant des dommages à l'agriculture dans le delta, basée sur l'irrigation du fleuve Helmand.

## Archéologie
Depuis plus de 5 000 ans, le bassin du Sistan est habité par des cultures sophistiquées et contient donc certains sites archéologiques essentiels. Le Shahr-e Sokhteh, ou "ville brûlée" en Iran, construit en 3100 av.J.-C. près d'une branche de la rivière Helmand, actuellement asséchée, a été abandonnée mille ans plus tard, probablement en raison des changements climatiques qui ont modifié le cours de la rivière..
Shahdad est également un site de l’âge du bronze.
Kang et Zaranj en Afghanistan étaient des centres culturels majeurs du Moyen Age, maintenant recouverts de sable. Ici, les zones historiques de Dasht-e-Margo et de Chakhansur présentent encore des traces de systèmes d'irrigation historiques, notamment de canaux, tandis qu'ailleurs les canaux sont remplis de limon et de champs agricoles recouverts de sable mouvant. Aujourd'hui, la région est peu peuplée.
Les fouilles ont également révélé un complexe de citadelle et les vestiges d'un temple du feu zoroastrien, sur le Mont Khâdjeh.
Il existe d'autres sites importants dans cette région.
- Dahan-e Gholaman est un site archéologique majeur achéménide. On pense que c'est la capitale de l'ancienne satrapie de Zranka / Drangiana.
- Ram Shahristan (ou Abrashariyar) était une ancienne capitale du Sistan.